# Benedek Elemér Vidos
Benedek Elemér Vidos (Budapest, 7 de febrero de 1902-Nimega, 18 de marzo de 1987), romanista e hispanista neerlandés de origen húngaro.
Hizo estudios de Economía en la Universidad de Budapest, pero terminó por inclinarse a los estudios filológicos. En 1932 era lector de italiano y Filología Hispánica en la Universidad Católica de Nimega y en 1946 fue nombrado catedrático de Lingüística Románica de la misma. En 1968 recibió la medalla de la Orden de Alfonso X el Sabio. Escribió una Storia delle parole marinaresche italiane passate in francese. Contributo storico-linguistico all'espansione della lingua nautica italiana (Florencia, 1939) y un Prestito, espansione e migrazione dei termini tecnici nelle lingue romanze e non romanze (Florence 1965). En 1956 escribió una Handboek tot de Romaanse taalkunde, un Manual de lingüística románica, traducido al español desde la edición italiana en Madrid: Aguilar, 1973, también vertido al alemán. Otros trabajos suyos son "Relaciones antiguas entre España y los Países Bajos y problemas de los préstamos holandeses flamencos en castellano", en Revista de Filología Española, LV, 1972, p. 233-242; "Sobre la penetración de hispanismos en napolitano e italiano", en Revista de Filología Española, LVII, 1974-75, p. 65-78 o "Etimología del español 'agolar ' con un ensayo sobre la terminología náutica de Eugenio de Salazar", en Boletín de la Real Academia Española, LVIII, 1978, p. 25-45.
- Datos: Q5725575